# Diruaben (Ort)
Diruaben (Diruabe) ist ein osttimoresischer Ort im Suco Ritabou (Verwaltungsamt Maliana, Gemeinde Bobonaro). Er liegt im Süden der Aldeia Diruaben, auf einer Meereshöhe von 206 m. Durch Diruaben führt eine Parallelstraße der Überlandstraße von der Gemeindehauptstadt Maliana nach Hatolia Vila. Südlich liegt an ihr der Ort Timatan. Westlich befindet sich an der Überlandstraße das Dorf Samelaun.